# Боллфлауэр
Боллфлауэр (англ. ball-flower, ballflower), дословно — «шар-цветок» — архитектурный декоративный элемент, представляющий из себя шар в чашечке цветка из трёх лепестков. Он входит в употребление во второй половине XIII века в Англии и становится одним из основных декоративных мотивов XIV века, в период украшенного стиля английской готики.
Боллфлауэры обычно располагаются рядами в вогнутых поверхностях профилировок, часто по сторонам капителей приставных колонок. Их можно видеть во множестве церквей XII—XIV веков, например, в Глостерском соборе, церкви святой Марии в Блоксэме (Оксфордшир), церкви святого Михаила в Суотоне (Линкольншир, ок. 1300), аббатстве Тьюксбери (Глостершир, ок. 1330). Фасад Солсберийского собора датируется XIV веком именно по боллфлауэрам в западной половине собора.

## Галерея

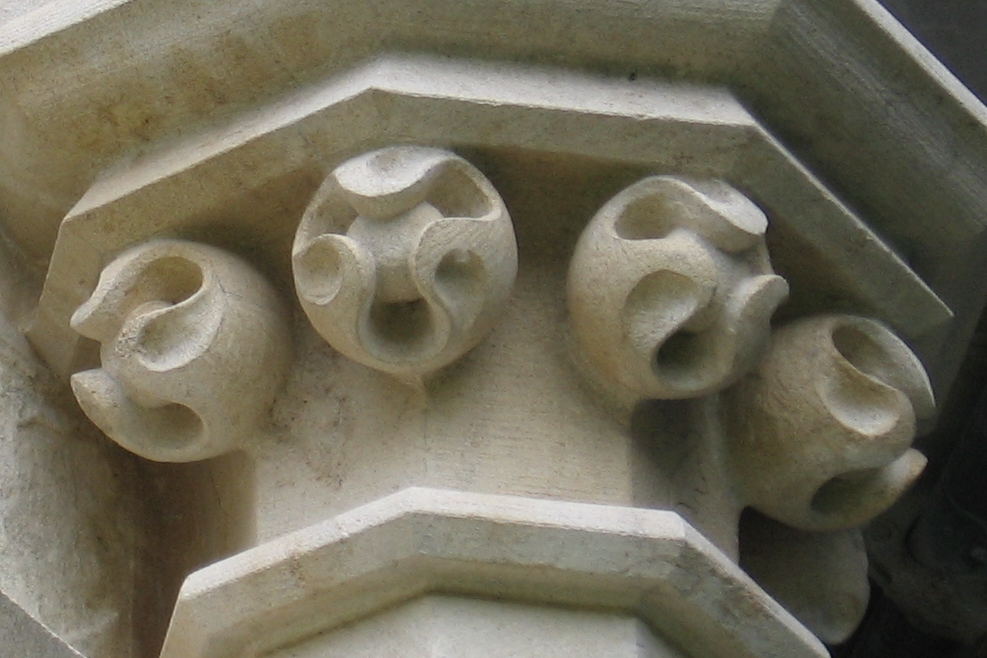
В Глостерском соборе
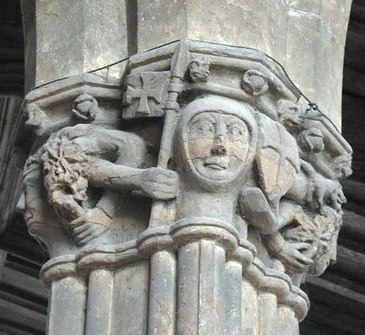
На капители в церкви св. Марии в Блоксэме
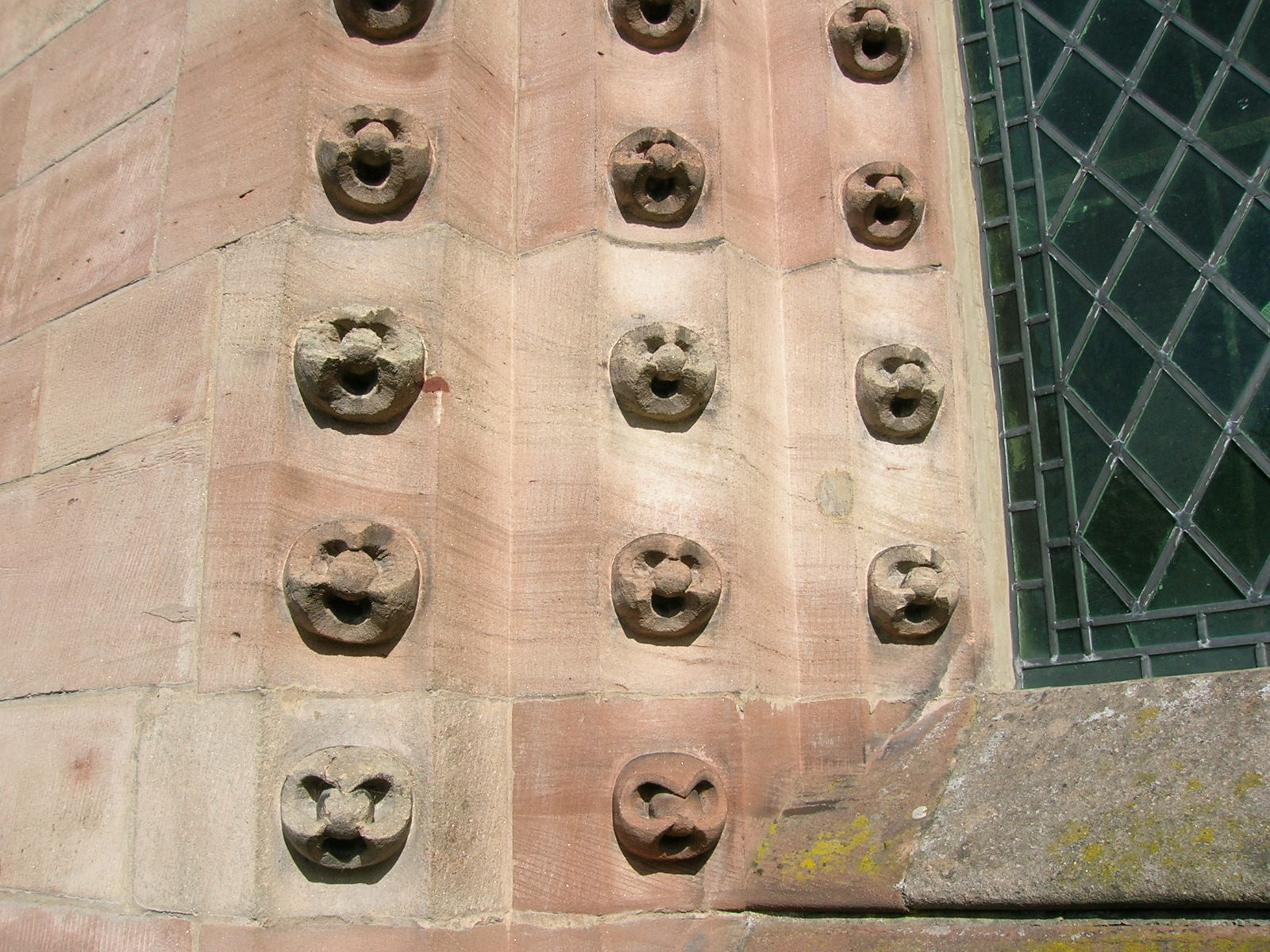
Леоминстер
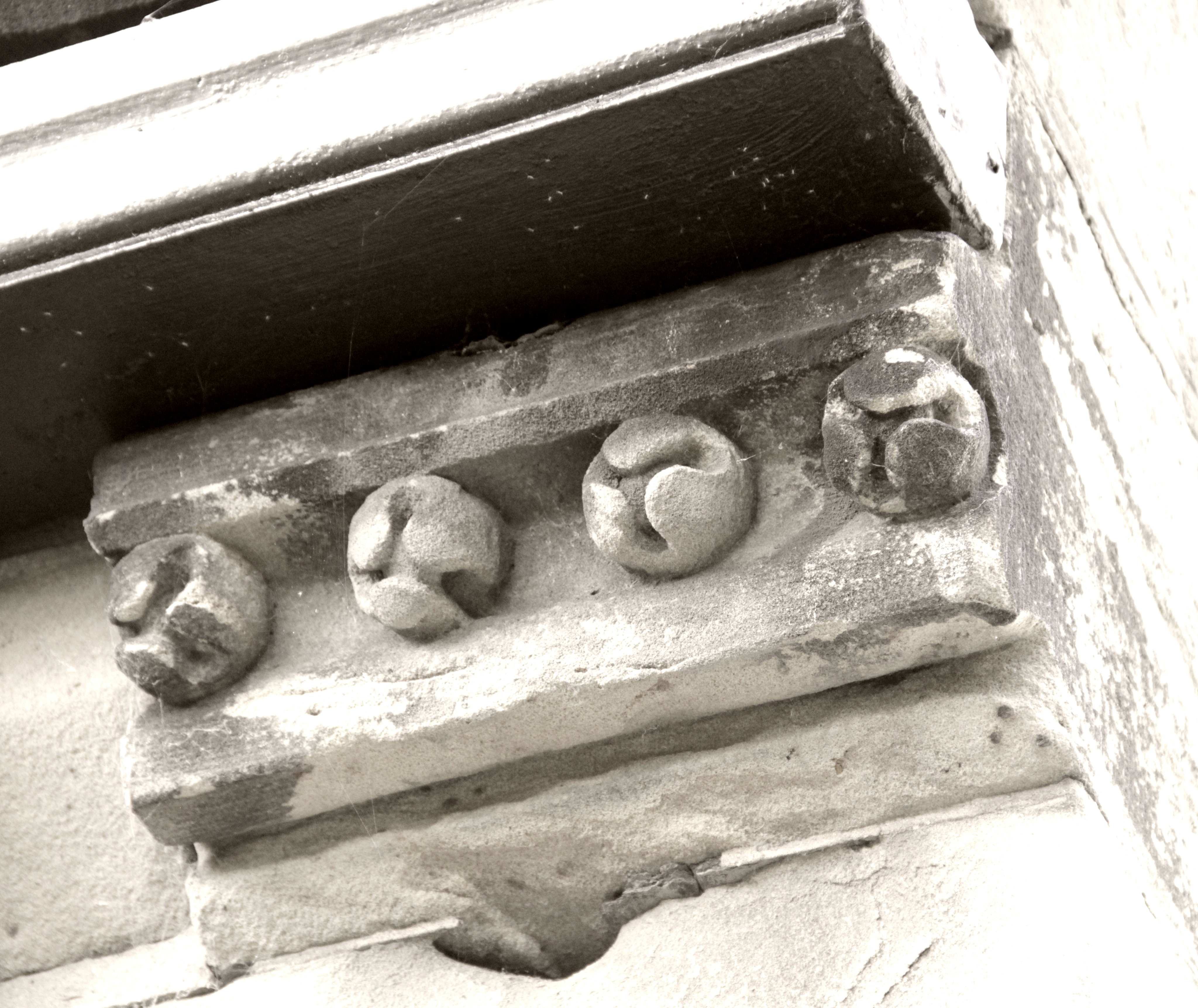
Церковь св. Кутберта, Акворт, западный Йоркшир